# Rinitis al·lèrgica
La rinitis al·lèrgica és una reacció de les membranes de la mucosa nasal després d'una exposició a partícules de pols o de pol·len, en les persones al·lèrgiques a aquestes substàncies. Es veuen afectats el nas i els ulls principalment.

## Fisiopatologia
Aquesta inflamació determina la producció d'hiper-reactivitat nasal, davant estímuls per la inhalació d'al·lèrgens. Els que pateixen aquest tipus d'al·lèrgia, han d'evitar passejar per prats, arbredes, forests en període de floració. No obstant això, la rinitis es pot manifestar al llarg de tot l'any i de forma regular, sense relació amb l'estació climàtica. És l'anomenada rinitis "perenne", les manifestacions són generalment impredictibles quant al moment i a la intensitat. Algunes persones amb aquest tipus de reacció solen presentar pòlips nasals, sinusitis i abundants eosinòfils en el moc nasal, mentre que altres no tenen pòlips, ni sinusitis, ni eosinòfils, però sí els símptomes; en aquest cas l'afecció pot ser una rinitis vasomotora, de causa desconeguda.

## Quadre clínic
La rinitis al·lèrgica és un dels patiments crònics més comuns i afecta milions de persones. L'afecció pot fer que hom tingui secreció nasal i pateixi de picor (pruïja) durant tots els mesos de florida de les plantes, o en l'exposar-se a altres factors al·lèrgics desencadenants. Altres símptomes de la rinitis al·lèrgica són constipació nasal, cefalea i més rarament mareig del tipus de vertigen.

## Tractament
Hi ha diverses formes de tractar aquesta malaltia. Els més utilitzats són els antihistamínics H1 (com la loratadina o cetirizina), els corticoides, els bloquejadors de receptors de leucotriens, els descongestionants nasals, i les vacunes hipoal·lergitzants. La immunoteràpia al·lergen-específica és l'únic tractament capaç de modificar el curs natural de la malaltia. Es pot aplicar per via sublingual, des d'edats molt primerenques de la vida demostrant la seva eficàcia i seguretat per a aquest grup poblacional.